# Станівська культура
Станівська культура (в Румунії культура Сучу-де-Сус, в Угорщині культура Фельшьосоч) — археологічна культура пізнього бронзової доби на Закарпатті. Відома за поселеннями, могильниками, скарбами бронзових виробів.
Входить до ширшої культурної спільноти культури полів поховальних урн.
Датується XIV-XII сторіччями до Р.Х. Станівська культура виникла з Отоманьської культури.

## Поширення
Українське Закарпаття, східна Словаччина (Східнословацька низовина), північно-східна Угорщина, північно-західна Румунія.

## Могильники
Названа від Станівського могильника біля села Станове Мукачівського району. Тут досліджено 20 поховань в урнах (обряд трупоспалення), що залягали на глибині 40-50 см від сучасної поверхні без яких-небудь позначень на ній. Крім урнових поховань, іноді трапляються поховання перепалених кісток у невеликих ямках.
Поховання: тілоспалення в урнах, під землею, без насипів на поверхні, небагато поховань з насипами.
Супровідний інвентар могил незначний: різні вироби з бронзи, також золоті прикраси, кераміка, прикрашена спіралями та меандрами. Серед іншого — вази, черпаки, миски, іноді прясла, глиняні намистини, сокири, кінська збруя, спіральні шпильки.

## Поселення
Житла надземні та напівземлянки.
Розкопано лекілька поселень станівської культури: 
- Дякове Виноградівського району, Медведівці поблизу Мукачевого. Для станівських поселень характерні два типи жител:
- наземні будівлі каркасно-стовпової конструкції, прямокутні за формою, площею 20-30 м2. Стіни зроблені з верболозу і обмазані глиною,
- житла, трохи заглиблені в материк, овальні у плані і за конструкцією аналогічні попереднім. Кожне житло мало глинобитну піч прямокутної чи округлої форми. Поза житлом були розміщені господарські ями.

## Кераміка
Кераміка за формами і орнаментом посуду нагадує кераміку Отаманської культури. Столовий посуд здебільшого пишно орнаментований спіралями, меандровими хвилястими лініями, конічними опуклостями. Звичайні кухонні горщики, миски орнаменту не мають.
Бронзоливарна справа була на дуже розхвинена. У Дяковому виявлено ливарні матриці. У Медведівці — зливки бронзи і залишки бронзоливарних печей. Вироби з бронзи знайдено на поселеннях й у похованнях.

## Старожитності
50 скарбів, зазвичай, знаряддя праці (сокири-кельти, плоскі сокири, серпи, ножі) і прикраси з бронзи: Мужієве, Підмонастир, Медведівці тощо.
Особлива група мотик з загнутими крильцями, а також два типи бронзових псалій та інші предмети кінської збруї.
Численна і різноманітна зброя з бронзи (мечі, кинджали, чекано-молоти, булави, вістря списів і стріл). Найчисленнішими є бронзові прикраси, з домінацією часто орнаментованих браслетів (округлі-, еліпсоподібні). Також прикраси у вигляді спіралей-пружин, що мають до 15 витків. Різноманітні шпильки, обручки, гривни, нараменники, окуляроподібні спіральні підвіски тощо.

## Ливарне виробництво
У Верхньому Поліссі в пізньому бронзовому віці складається свій бронзоливарний центр, що працював на місцевій та на трансильванській міді. У Берегівському районі існували стародавні копальні міді, олова і золота. Мідь і бронза з Закарпаття поширювалися на схід, у Подністров'я і Попруття. Окремі ливарні вироби із Закарпаття набули поширення навіть у Подніпров'ї і степовому Причорномор'ї. Знахідки бронзових скарбів відображають основні торгові шляхи поширення через перевали уздовж річок Тиса, Уж і Латориця.

## Етнічна належність
Остаточно не визначена. Нарід Станівської культури взяв участь у формуванні карпатських фракійців.
Етнічна приналежність станівського населення остаточно не визначена. Вчені вважають, що ці племена відіграли певну роль у формуванні фракійського етнічного масиву карпатського ареалу. Вважається, що носіїв культур зі спірально-меандровою керамікою періоду міді-бронзи Карпатського ареалу і Подністров'я (трипільська, Ноуа, станівська) слід пов'язувати з дако-фракійцями.
Навпроти степові терени Північного причорномор'я зайняті племенами середньостогівської, ямної, зрубної культур, за даними археологів та лінгвістів, починаючи з IV тисячоліття до Р.Х., стали місцем формування індоіранської етнічної спільноти.